# Средњи скаленски мишић
Средњи скаленски мишић (лат. musculus scalenus medius) је парни мишић врата, који припада дубоком слоју предње стране вратне мусклулатуре. То је најјачи скаленски мишић и локализован је иза и споља у односу на предњи скаленски мишић. Од њега је у доњем делу одвојен тзв. задњим скаленским отвором кроз који пролазе поткључна артерија и гране раменог живчаног сплета. Средњи скаленски мишић је донекле срастао са задњим мишићем, па их је понекад тешко разликовати.

Припја се на попречним наставцима од другог до седмог вратног пршљена, одакле се спушта до прва два ребра.
Мишић је инервисан од стране предњих грана вратних живаца, а функција му зависи од тачке ослонца. Уколико је ослонац на ребрима, он савија главу бочно на своју страну и истовремено је обрће у супротном смеру. Ако је тачка ослонца на горњим припојима, средњи скаленски мишић подиже ребра и тако делује као помоћни мишић у процесу дисања. Такође, својим тонусом доприноси стабилности цервикалног дела кичме на којем се припаја.